# Краснознаменка (Зубово-Полянський район)
Краснозна́менка (рос. Краснознаменка, ерз. Краснознаменка) — селище у складі Зубово-Полянського району Мордовії, Росія. Входить до складу Новопотьминського сільського поселення.
Населення — 33 особи (2010; 46 у 2002).
Національний склад (станом на 2002 рік):
- мордва — 94 %